# Драгунов Євген Федорович
Драгуно́в Євге́н Фе́дорович (*20 лютого 1920, Іжевськ — 4 серпня 1991, Іжевськ) — автор проектів стрілецької спортивної та бойової зброї.

## Біографія
Народився в Іжевську у сім'ї спадкових зброярів.
У 1934 році після закінчення середньої школи вступив до індустріального технікуму, після закінчення якого працював на заводі.
У 1939 році був призваний до лав Червоної Армії і направлений до школи молодшого командирського складу, а пізніше — в школу збройової майстерності. У роки Великої Вітчизняної війни старший збройовий майстер Драгунов, який служив на Далекому Сході, на фронт не потрапив. Надалі, аж до демобілізації в 1945 році, працював старшим зброярем.
У 1945 році Драгунов повернувся на Іжевський машинобудівний завод, на якому знову продовжив роботу старшим зброярем у відділі головного конструктора. Займався проектуванням різних зразків стрілецької спортивної та бойової зброї (зокрема — снайперської гвинтівки "СГД" та пістолета-кулемета ПП-91 «Кедр»).
Помер Євген Федорович 4 серпня 1991 року. Похований на Хохряковському цвинтарі.

## Нагороди
- Нагороджений орденом «Знак Пошани», а також медалями.
- Лауреат Ленінської премії.
- Указом Президента Російської Федерації № 657 від 6 червня 1998 році Драгунову була присуджена Державна премія за створення спортивної та мисливської зброї.